# Синя-Вода
Синя-Вода (болг. Синя вода) — село в Болгарии. Находится в Разградской области, входит в общину Лозница. Население составляет 896 человек.

## Политическая ситуация
В местном кметстве Синя-Вода, в состав которого входит Синя-Вода, должность кмета (старосты) исполняет Шенол Мехмедов Етемов (Движение за права и свободы (ДПС)) по результатам выборов правления кметства.
Кмет (мэр) общины Лозница — Айхан Мустафов Хашимов (ДПС) по результатам выборов в правление общины.